# Castelnau-Barbarens
 Castelnau-Barbarens  là một xã thuộc tỉnh Gers trong vùng Occitanie tây nam nước Pháp. Xã này có độ cao trung bình 195 mét trên mực nước biển.